# شورای دولت موناکو
شورای دولت موناکو عنوانی است که به دولت تحت رهبری شاهزادهٔ موناکو اطلاق می‌شود. این شورا، ۶ عضو دارد:
- وزیر حکومت (به انگلیسی: Minister of State) که ریاست شورا را برعهده دارد، در شورا دارای حق رأی است، پلیس و نیروهای نظامی تحت نظر وی فعالیت می‌کنند و دارای ۵ مشاور است که سابر اعضای شورا را تشکیل می‌دهند.
- مشاور امور داخلی
- مشاور امور دارایی و اقتصاد
- مشاور امور تجهیزات، محیط زیست و برنامه‌ریزی شهری
- مشاور امور اجتماعی و بهداشت
- مشاور امور روابط خارجی

شورا پیرامون برنامه‌ها و لوایحی که توسط سایر شوراهای حکومتی به شاهزاده پیشنهاد و در شورای دولت مطرح شده‌اند، احکامی که مستقلاً توسط شاهزاده تأیید شده‌اند، احکام وزارتی رئیس شورا و خط مشی‌ها و سیاست‌های دیگر حکومت بحث و آن‌ها را بررسی می‌کند.